# الدوري الإسباني الدرجة الثانية 1940–41
دوري الدرجة الثانية الإسباني 1940–41 (بالإسبانية: Segunda División de España 1940-41) هو موسم من دوري الدرجة الثانية الإسباني. فاز فيه نادي غرناطة.